# 331-й отдельный артиллерийский дивизион особой мощности
331-й отдельный артиллерийский Свирский ордена Богдана Хмельницкого дивизион особой мощности резерва Главного Командования — воинская часть Вооружённых сил СССР во время Великой Отечественной войны.

## История
В целом, дивизион ведёт свою историю от 1-й артиллерийской бригады особого назначения, сформированной в 1915 году, а дивизион под существующим номером впервые сформирован 02.03.1940 года на базе 184-го гаубичного артиллерийского полка, в ноябре 1940 года вместе с другими четырьмя дивизионами особой мощности сведён в 281-й гаубичный артиллерийский полк, 22.06.1941 года полк вновь был расформирован на отдельные дивизионы.
В составе действующей армии с 09.08.1942 по 19.08.1942, с 09.09.1942 по 28.09.1942, с 08.09.1943 по 20.10.1943, с 16.06.1944 по 05.09.1944 и с 09.03.1945 по 09.05.1945 года.
На вооружении дивизиона находились 6 305-миллиметровых гаубиц системы Виккерса образца 1915 года российского производства.
На 22.06.1941 года дивизион находился в Орловском военном округе. 
На 22 июня 1941 часть дивизиона находилась прямо на границе.
В июне 1941 очередная “порция” артиллеристов 331-го ГАП РГК прибыла на границу,... Располагались в палатках…, орудия прибыли на границу с НЗ боевых снарядов.. немцы находились рядом, через реку, постоянно что-то нам орали, смеялись. За нашим палаточным городком виднелись… казармы пограничников… В 2-х километрах от нас находился аэродром истребителей. 
(Шпиллер Леонид Иосифович. Я дрался в 1941 Москва 2021 стр179-180)
В августе 1941 года дивизион железнодорожным эшелоном был передислоцирован на станцию Тоцкое Чкаловской области. С августа 1941 по август 1942 дивизион дислоцировался в селе Кирсановка Чкаловской области.
28.07.1942 погружен в эшелон, передислоцировался на станцию Ростов-Ярославский, 09.08.1942 1-я и 3-я батареи дивизиона убыли на станцию Износки под Вязьму, где разрушали вражеские укрепления в ходе Ржевско-Сычевской операции. 2-я батарея отбыла в район станции Будогощь, Ленинградской области и занималась разрушением опорных пунктов противника в полосе действия 4-й армии.
С 09.09.1942 по 28.09.1942 дивизион разрушает укрепления на подступах к Ржеву.
С 08.09.1943 по 20.10.1943 дивизион разрушает укрепления в районе Синявино, Кириши
с 16.06.1944 занял позиции по реке Свирь, по 09.08.1944 года участвует в Свирско-Петрозаводской операции, разрушая долговременные оборонительные сооружения финских войск. Погружен в эшелоны и направлен в Молдавию
В конце августа 1944 года обеспечивает прорыв обороны противника в ходе Ясско-Кишинёвской операции.
С марта 1945 года принимает участие в прорыве сильно укреплённой оборонительной полосы противника на реке Одер, разрушает укрепления в городах Франкфурт и Кюстрин.
08.04.1945 убыл по железной дороге из расположения 33-й армии в оперативное подчинение 5-й ударной армии в район Кюстрина
27.04.1945 года дивизион занял боевой порядок вблизи станции Лихтенберг, в окрестностях Берлина, 29.04.1945 одной батареей вёл обстрел зданий гестапо, занимающих квартал в центре Берлина, поддерживая части 301-й стрелковой дивизии, в ночь на 02.05.1945 участвовал в штурме Берлина.
После окончания войны до 15.11.1945 года дивизион находился на станции Бюркенбрюк

## Подчинение
| Дата            | Фронт (округ)                | Армия                  | Корпус (группа) | Примечания           |
| --------------- | ---------------------------- | ---------------------- | --------------- | -------------------- |
| 22.06.1941 года | Орловский военный округ      | -                      | -               | в составе 281-го гап |
| 01.07.1941 года | Орловский военный округ      | -                      | -               | -                    |
| 10.07.1941 года | Орловский военный округ      | -                      | -               | -                    |
| 01.08.1941 года | Орловский военный округ      | -                      | -               | -                    |
| 01.09.1941 года | Приволжский военный округ    | -                      | -               | -                    |
| 01.10.1941 года | Приволжский военный округ    | -                      | -               | -                    |
| 01.11.1941 года | Приволжский военный округ    | -                      | -               | -                    |
| 01.12.1941 года | Приволжский военный округ    | -                      | -               | -                    |
| 01.01.1942 года | Южно-Уральский военный округ | -                      | -               | -                    |
| 01.02.1942 года | Южно-Уральский военный округ | -                      | -               | -                    |
| 01.03.1942 года | Южно-Уральский военный округ | -                      | -               | -                    |
| 01.04.1942 года | Южно-Уральский военный округ | -                      | -               | -                    |
| 01.05.1942 года | Южно-Уральский военный округ | -                      | -               | -                    |
| 01.06.1942 года | Южно-Уральский военный округ | -                      | -               | -                    |
| 01.07.1942 года | Южно-Уральский военный округ | -                      | -               | -                    |
| 01.08.1942 года | Резерв Ставки ВГК            | -                      | -               | -                    |
| 01.09.1942 года | Московский военный округ     | -                      | -               | -                    |
| 01.10.1942 года | Московский военный округ     | -                      | -               | -                    |
| 01.11.1942 года | Московский военный округ     | -                      | -               | -                    |
| 01.12.1942 года | Московский военный округ     | -                      | -               | -                    |
| 01.01.1943 года | Московский военный округ     | -                      | -               | -                    |
| 01.02.1943 года | Московский военный округ     | -                      | -               | -                    |
| 01.03.1943 года | Московский военный округ     | -                      | -               | -                    |
| 01.04.1943 года | Московский военный округ     | -                      | -               | -                    |
| 01.05.1943 года | Московский военный округ     | -                      | -               | -                    |
| 01.06.1943 года | Московский военный округ     | -                      | -               | -                    |
| 01.07.1943 года | Московский военный округ     | -                      | -               | -                    |
| 01.08.1943 года | Московский военный округ     | -                      | -               | -                    |
| 01.09.1943 года | Московский военный округ     | -                      | -               | -                    |
| 01.10.1943 года | Западный фронт               | 10-я гвардейская армия | -               | -                    |
| 01.11.1943 года | Московский военный округ     | -                      | -               | -                    |
| 01.12.1943 года | Московский военный округ     | -                      | -               | -                    |
| 01.01.1944 года | Московский военный округ     | -                      | -               |                      |
| 01.02.1944 года | Московский военный округ     | -                      | -               |                      |
| 01.03.1944 года | Московский военный округ     | -                      | -               |                      |
| 01.04.1944 года | Московский военный округ     | -                      | -               | -                    |
| 01.05.1944 года | Московский военный округ     | -                      | -               | -                    |
| 01.06.1944 года | Московский военный округ     | -                      | -               | -                    |
| 01.07.1944 года | Карельский фронт             | 7-я армия              | -               | -                    |
| 01.08.1944 года | Карельский фронт             | 7-я армия              | -               | -                    |
| 01.09.1944 года | 2-й Украинский фронт         | -                      | -               | -                    |
| 01.10.1944 года | Киевский военный округ       | -                      | -               | -                    |
| 01.11.1944 года | Киевский военный округ       | -                      | -               | -                    |
| 01.12.1944 года | Киевский военный округ       | -                      | -               | -                    |
| 01.01.1945 года | Киевский военный округ       | -                      | -               | -                    |
| 01.02.1945 года | Киевский военный округ       | -                      | -               | -                    |
| 01.03.1945 года | Резерв Ставки ВГК            | -                      | -               | -                    |
| 01.04.1945 года | 1-й Белорусский фронт        | -                      | -               | -                    |
| 01.05.1945 года | 1-й Белорусский фронт        | 5-я ударная армия      | -               | -                    |

## Командование
- Бадаев Константин Иванович ( командир дивизиона с июля 1942 года до 1947 года) майор

## Награды и наименования
| Награда (наименование)                 | Дата                                                                | За что получена |
| -------------------------------------- | ------------------------------------------------------------------- | --- |
| Почётное наименование «Свирский»       | Приказ Верховного Главнокомандующего СССР № 0174 от 02.07.1944 года | за образцовое выполнение задания командования по прорыву обороны финнов и форсировании реки Свирь.                                                                         |
| Орден Богдана Хмельницкого III степени | Указ Президиума ВС СССР от 11.06.1945 года                          | за образцовое выполнение задания командования в боях с немецкими захватчиками при овладении столицей Германии городом Берлином и проявленные при этом доблесть и мужество. |